# Anaïs Nin
Anaïs Nin, född Angela Anaïs Juana Antolina Rosa Edelmira Nin y Culmell den 21 februari 1903 i Neuilly nära Paris, Frankrike, död 14 januari 1977 i Los Angeles, Kalifornien, var en fransk-amerikansk författare som blev berömd för sina publicerade dagböcker. Nin är också berömd för sin erotiska litteratur.

## Biografi

### Uppväxt
Fadern, Joaquin Nin, var en spansk pianist och kompositör. Modern, Rosa Culmell, var en klassiskt tränad fransk-dansk sångerska. Anaïs föräldrar separerade och då tog modern Anaïs och hennes två bröder Thorvald Nin och Joaquin Nin-Culmell från Barcelona till New York. Där började Anaïs skriva dagbok vid elva års ålder. Enligt Nins Dagbok 1, 1931–1934 (publicerad 1966), avslutade hon sin skolgång vid 16 års ålder och började arbeta som modell åt en konstnär.

### Förhållanden
Den 3 mars 1923 gifte sig Nin i Havanna med sin förste make, Hugh Parker Guiler (1898–1985). Han var bankman och artist och blev senare, under 1940-talet, känd för sina experimentella filmer. Paret flyttade till Paris, där Guiler fortsatte sin bankkarriär och Nin satsade på en författarbana. 
Enligt Nins Dagbok 1, 1931–1934, levde författarinnan ett bohemiskt liv med Henry Miller under den första tiden i Paris. Hon nämner inte sin make i den boken. 1939 flyttade hon med maken tillbaka till New York. 1947, vid 44 års ålder, mötte hon Rupert Pole (1919–2006), som hon gifte sig med den 17 mars 1955 i Quartzsite, Arizona. Nin bosatte sig sedan med honom i Kalifornien.

### Dagböcker
Anaïs Nins dagböcker spänner över flera årtionden och ger en detaljerad bild av hennes personliga liv och förhållanden. Nin var personligt bekant med ett flertal framstående författare, artister, psykoanalytiker med flera och skrev ofta om dem.
Nins dagböcker tillhör sannolikt de mer omfattande som skrivits. I förordet till del 1 skriver Günther Stuhlmann att dess nuvarande omfattning på omkring 150 delar uppgår till 15 000 maskinskrivna sidor. Endast en bråkdel är publicerade.

### Erotisk litteratur
Nin har beskrivits som en av de bästa författarna av kvinnlig erotik. Före Nin var erotisk litteratur skriven av kvinnor ovanligt. Det fanns bara ett fåtal kvinnliga författare av erotisk litteratur som blivit kända, såsom Kate Chopin. Enligt volym 1 av hennes dagböcker, 1931–1934, kom hon första gången i kontakt med erotisk litteratur när hon åkt till Paris med sin mamma och två bröder i hennes sena tonår. Där kom hon över några franska erotiska böcker som överväldigade henne. 
När sedan Nin och Henry Miller hade ett desperat behov av pengar började paret lite på skoj att skriva erotiska och pornografiska berättelser för en anonym uppdragsgivare för 1 dollar sidan. Nin tänkte sig inte att berättelserna skulle publiceras, men ändrade sig i början av 1970-talet och lät dem publiceras som Venusdeltat och Little Birds.

## Utmärkelser
Nedslagskratern Nin på planeten Venus är uppkallad efter henne.

## Citat
”Life shrinks or expands in proportion to one’s courage.” 
”Dreams are necessary to life.” 
”We don’t see things as they are, we see them as we are.” 
”People living deeply have no fear of death.”
”When we blindly adopt a religion, a political system, a literary dogma, we become automatons.”